# پهنه رواشباعی

مقطع عرضی نشان می‌دهد که سطح ایستابی با توپوگرافی سطحی و همچنین سطح ایستابی لکه‌ای متفاوت است

مقطعی از یک تپه که ناحیه هواده، حاشیه مویینه، سطح آب و ناحیه فریاتیک یا اشباع را نشان می‌دهد. (منبع: سازمان زمین‌شناسی ایالات متحده .)

در یک سیستم غار، پهنه رواشباعی (به انگلیسی: Epiphreatic zone) یا منطقه پهنه آب سیلابی (floodwater zone) منطقه‌ای است بین ناحیه هواده (غیراشباع) در بالا و ناحیه آب‌اشباع درزیر آن. پی‌درپی غرقاب می‌شود و تخلخل قابل توجهی دارد. پتانسیل زیادی برای تشکیل غار دارد.